# HD 21997
HD 21997，又名CD-26 1333，SAO 168612、HR 1082，是一颗恒星，视星等为6.38，位于銀經219.83，銀緯-54.18，其B1900.0坐标为赤經3h 27m 37.1s，赤緯-25° -54.18′ 12″。